# Piltanlor
Piltanlor (rusky Пильтанлор) je jezero v Chantymansijském autonomním okruhu – Jugre v Rusku. Má rozlohu 98,8 km². Leží uprostřed Surgutské nížiny, severně od města Surgut. Jeho břehy jsou nízké.

## Vodní režim
Průtokem je spojené s řekou Minčimkina (povodí Obu). Zdrojem vody jsou převážně sněhové srážky. Zamrzá na konci října a rozmrzá na konci května.

## Okolí
Poblíž jezera se nachází Bystrinské ložisko ropy (Surgutská ropno-plynová oblast).